# Harzfalle

Harzfalle

Eine Harzfalle dient als Hilfsmittel bei Infusionsverfahren zum Durchtränken von trockenen Fasern. Sie sorgt dafür, dass die Vakuumpumpe nicht mit Harz verunreinigt wird.

## Funktionsprinzip
Eine Harzfalle besteht aus einem Druckbehälter mit zwei Anschlüssen. Ein Anschluss wird an die Vakuumpumpe angeschlossen, der andere an den Vakuumaufbau der Form, in dem das Bauteil mit dem noch trockenen Faserhalbzeug liegt. Die Form ist darüber hinaus mit einem Vorratsbehälter für Harz verbunden. Das Harz wird aufgrund des Unterdrucks angesaugt und fließt dabei aus dem Vorratsbehälter durch die Form bis in die Harzfalle. Dort sammelt es sich am Boden, sodass es nicht in die Pumpe gesaugt werden kann.